# Episodi di It's Garry Shandling's Show (seconda stagione)
La seconda stagione della serie televisiva It's Garry Shandling's Show è stata trasmessa in anteprima negli Stati Uniti d'America da Showtime tra il 25 ottobre 1987 e il 18 marzo 1988.
| nº | Titolo originale                        | Titolo italiano | Prima TV USA     | Prima TV Italia |
| -- | --------------------------------------- | --------------- | ---------------- | --------------- |
| 1  | Who's Poppa?                            |                 | 25 ottobre 1987  |                 |
| 2  | No Baby, No Show                        |                 | 6 novembre 1987  |                 |
| 3  | The Fugitive                            |                 | 13 novembre 1987 |                 |
| 4  | The Schumakers Go to Hollywood          |                 | 20 novembre 1987 |                 |
| 5  | Nancy Gets Amnesia                      |                 | 27 novembre 1987 |                 |
| 6  | It's Garry and Angelica's Show (Part 1) |                 | 4 dicembre 1987  |                 |
| 7  | It's Garry and Angelica's Show (Part 2) |                 | 11 dicembre 1987 |                 |
| 8  | It's Garry Shandling's Christmas Show   |                 | 17 dicembre 1987 |                 |
| 9  | Killer Routine                          |                 | 8 gennaio 1988   |                 |
| 10 | Mr. Sparks                              |                 | 15 gennaio 1988  |                 |
| 11 | The Soccer Show                         |                 | 22 gennaio 1988  |                 |
| 12 | Our Town                                |                 | 29 gennaio 1988  |                 |
| 13 | Save the Planet                         |                 | 5 febbraio 1988  |                 |
| 14 | The Grant Shuffle                       |                 | 12 febbraio 1988 |                 |
| 15 | Go Go Goldblum                          |                 | 4 marzo 1988     |                 |
| 16 | Garry Falls Down a Hole                 |                 | 11 marzo 1988    |                 |
| 17 | Mr Smith Goes to Nam                    |                 | 18 marzo 1988    |                 |